# Dicaeum melanozanthum
A Dicaeum melanozanthum a madarak osztályának verébalakúak (Passeriformes) rendjébe és a virágjárófélék (Dicaeidae) családjába tartozó faj.

## Rendszerezése
A fajt Edward Blyth angol zoológus írta le 1829-ben, a Pachyglossa nembe Pachyglossa melanoxantha néven. Egyes szervezetek jelenleg is ide sorolják. Használták a  Dicaeum melanoxanthum  nevet is.

## Előfordulása
Banglades, Bhután, India, Kína, Laosz, Mianmar, Nepál, Thaiföld és Vietnám területén honos. Természetes élőhelyei a szubtrópusi és trópusi száraz erdők, síkvidéki és hegyi esőerdők. Magassági vonuló.

## Megjelenése
Testhossza 13 centiméter.

## Természetvédelmi helyzete
Az elterjedési területe rendkívül nagy, egyedszáma pedig stabil. A Természetvédelmi Világszövetség Vörös listáján nem fenyegetett fajként szerepel.